# Eduardo Trillini
Eduardo Walter Trillini (San Miguel, Província de Buenos Aires 20 de juny de 1958) és un ciclista argentí que combina el ciclisme en pista com la carretera. Va guanyar diferents campionats en ambdues modalitats.

## Palmarès en carretera
- 1980
  - Campió panamericà en ruta
- 1982
  - 1r a la Volta a San Juan
- 1983
  -  Campió de l'Argentina en ruta
  - 1r a la Volta a l'Uruguai
- 1989
  - 1r a la Rutes d'Amèrica

## Palmarès en pista
- 1980
  - 1r als Campionats Panamericans en Persecució per equips
- 1981
  - 1r als Campionats Panamericans en Persecució per equips
- 1984
  - 1r als Sis dies de Buenos Aires (amb Roman Hermann)
- 1987
  - 1r als Sis dies de Buenos Aires (amb Marcelo Alexandre)